# Kazimierz Kostanecki

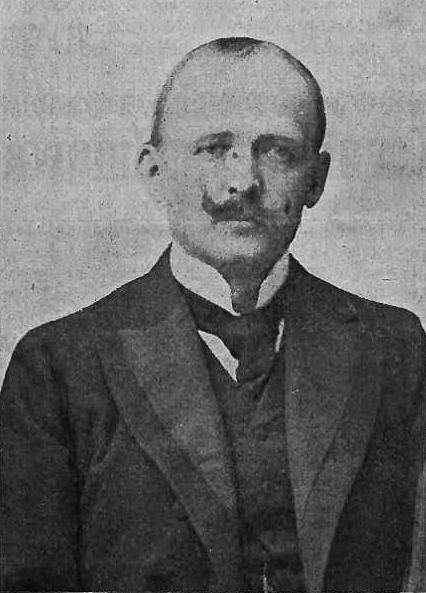
Kazimierz Kostanecki (1907)

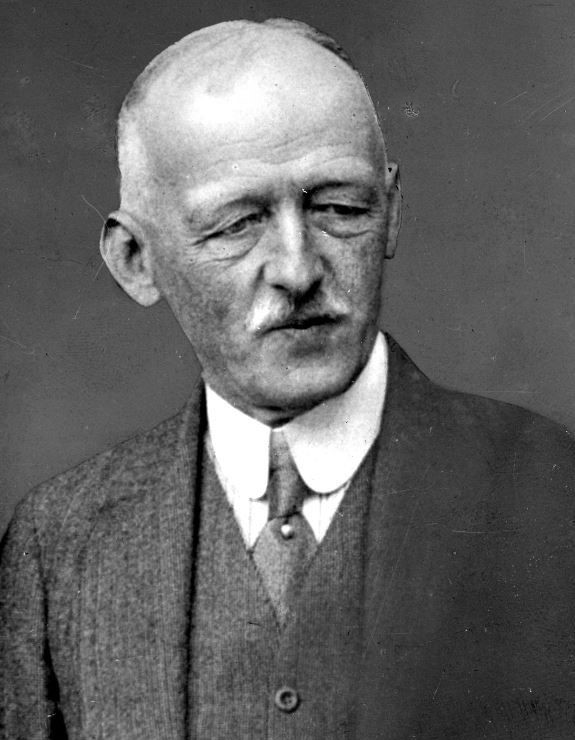
Kazimierz Kostanecki 1934

Kazimierz Kostanecki (* 25. Dezember 1863 in Myszaków; † 11. Januar 1940 im KZ Sachsenhausen) war ein polnischer Wissenschaftler, Anatom, Zytologe und Arzt, der von den Nationalsozialisten ermordet wurde.

## Werdegang
Er wurde als zweiter Sohn des Gutsbesitzers Jan Nepomucen Kostenecki und seiner Frau Michalina geb. Dobrowolska in Myszaków, einem Dorf in der Woiwodschaft Großpolen geboren.
1884 begann er ein Studium der Kunstgeschichte an der Universität zu Berlin, wechselte aber nach einem Jahr zur Medizin. Während seines Studiums wurde er von dem bedeutenden Anatom Wilhelm von Waldeyer-Hartz gefördert und erhielt schon 1886 eine Auszeichnung für seine Arbeit über die Ohrtrompete sowie noch während seines Studiums eine Assistentenstelle an der 1. anatomischen Abteilung in Berlin. Nachdem er 1890 zum Doktor der Medizin und Chirurgie promoviert worden war, wechselte er nach Breslau und nahm eine Stelle in der physiologischen Abteilung bei Rudolf Heidenhain an. Nach einem halben Jahr ging er als Prosektor zu Robert Bonnet an das anatomische Institut der Universität Gießen, wo er seine erste zytologische Arbeit veröffentlichte. Eineinhalb Jahre später, 1892 wurde er a.o. Professor für vergleichende Anatomie an der Jagiellonenuniversität im galizischen Krakau. Im Frühjahr 1893 ging er mit Hilfe eines staatlichen Stipendiums für mehrere Monate zu wissenschaftlichen Forschungen an die Zoologische Station Neapel. 1894 wurde er in Krakau ordentlicher Professor der Abteilung für beschreibende Anatomie, eine Stelle, die er bis 1934 in der wiedererstandenen Zweiten polnischen Republik beibehielt. Zwischenzeitlich war er 1897 und 1906 Dekan der Medizinischen Fakultät und von 1913 bis 1916 Rektor, danach Prorektor an der Jagiellonienuniversität.
Aufgrund seiner vielen wissenschaftlichen Arbeiten und Entdeckungen gilt er als Vater der Krakauer anatomischen Schule.

## Wissenschaftliche Leistungen
In Berlin und Gießen forschte er auf dem Gebiet der vergleichenden Anatomie des Pharynx und der Anatomie des Kopfs und Halses. Er beschrieb erstmalig das muskuläre Zusammenspiel der Eustachi-Röhre. Später in Krakau leistete er Pionierarbeit auf dem Gebiet der Eizellreifung. In der letzten Zeit seiner wissenschaftlichen Tätigkeit beschäftigte er sich mit der Phylogenese des Zaekums und seines Anhangs sowie mit der Funktion des Lymphatischen Systems. Einer seiner Schüler war Stanislaw Kohmann, später Professor für Anatomie und Ehrendoktor der Universität Breslau. Kostanecki ist Autor von 62 wissenschaftlichen Publikationen auf Deutsch, Polnisch, Englisch und Französisch. Er erhielt viele hochkarätige Auszeichnungen.

## Schicksal während des Nationalsozialismus
Nach dem Überfall auf Polen durch das nationalsozialistische Deutsche Reich wurde Kostanecki am 6. November 1939 während der Sonderaktion Krakau gegen die polnische Intelligenz in seiner Alma Mater verhaftet. Er starb am 11. Januar 1940 im Konzentrationslager Sachsenhausen und wurde in Warschau auf dem Powązki-Friedhof begraben.

## Familie und Trivia
Seine Brüder waren Antoni Paweł Kostanecki (1866–1941), Wirtschaftswissenschaftler, Rektor der Universität Warschau, und Stanisław (Stanislaus von) Kostanecki Chemiker und Professor an der Universität Berlin, und Jan Mikołaj Kostanecki (1861–1942).
Seine Frau war Johann von Blochs Tochter Janina Maria, die 1933 für ihre Wohltätigkeitsarbeit in Krakau mit dem Orden Pro Ecclesia et Pontifice ausgezeichnet wurde und am 11. November 1937 zusammen mit ihrem Sohn Dr. Jan Kostanecki (1902–1937), einem Assistenzprofessor für Wirtschaftswissenschaften an der Jagiellonen-Universität, bei einem Flugzeugabsturz in der Nähe von Piaseczno ums Leben kam. Der zweite Sohn war Michał Antoni (1904–1945), Architekt, der im KZ Mauthausen ums Leben kam.
Kostanecki war ein hervorragender Redner, der die polnische, deutsche und französische Sprache perfekt beherrschte, ein Mann mit formvollendeter Körperbeherrschung, Kleidung und Manieren, pünktlich und ein Gentleman in jeder Hinsicht. Er liebte Kinder und Blumen, züchtete Rosen und sammelte wertvolle Skulpturen und Gemälde. Er war Philanthrop, Kurator der Brüderlichen Hilfe der Ärzte der Jagiellonen-Universität, trug er zum Bau des Hauses der Ärzte bei und war von 1913 bis 1916 Vizepräsident der Stadt Krakau.

## Orden und Ehrenzeichen
- Österreich-Ungarn: Komturkreuz des Franz-Joseph-Ordens (1916)[10]
- Komturkreuz mit Stern des Ordens Polonia Restituta (1923)[11]
- Großes Band des Ordens Polonia Restituta (1931)[12]
- Tschechoslowakei: Orden des Weißen Löwen (1933)